# Oligositoides fumipennis
Oligositoides fumipennis är en stekelart som beskrevs av Yousuf och Shafee 1988. Oligositoides fumipennis ingår i släktet Oligositoides och familjen hårstrimsteklar. Inga underarter finns listade i Catalogue of Life.